# Medway (Maine)
Medway – miasto w Stanach Zjednoczonych, w stanie Maine, w hrabstwie Penobscot.